# Homme de Dieu
Homme de Dieu (héb. איש האלוהים Ish HaElohim) est un titre donné à douze personnages de la Bible. Il apparaît 77 fois dans 71 versets différents.
Les 12 hommes de Dieu sont :
- Moïse (Deut. 33:1; Jos. 14:6; Ps. 90:1; Ezra 3:1; 1 Chron. 23:14; 2 Chron. 30:16). Moïse est de fait le seul à être appelé ainsi dans la Torah.
- L'ange de Dieu apparaissant à la mère de Samson (Juges 13:6, 8), qu'elle pourrait avoir pris pour un prophète (Lévitique Rabba 1:1)

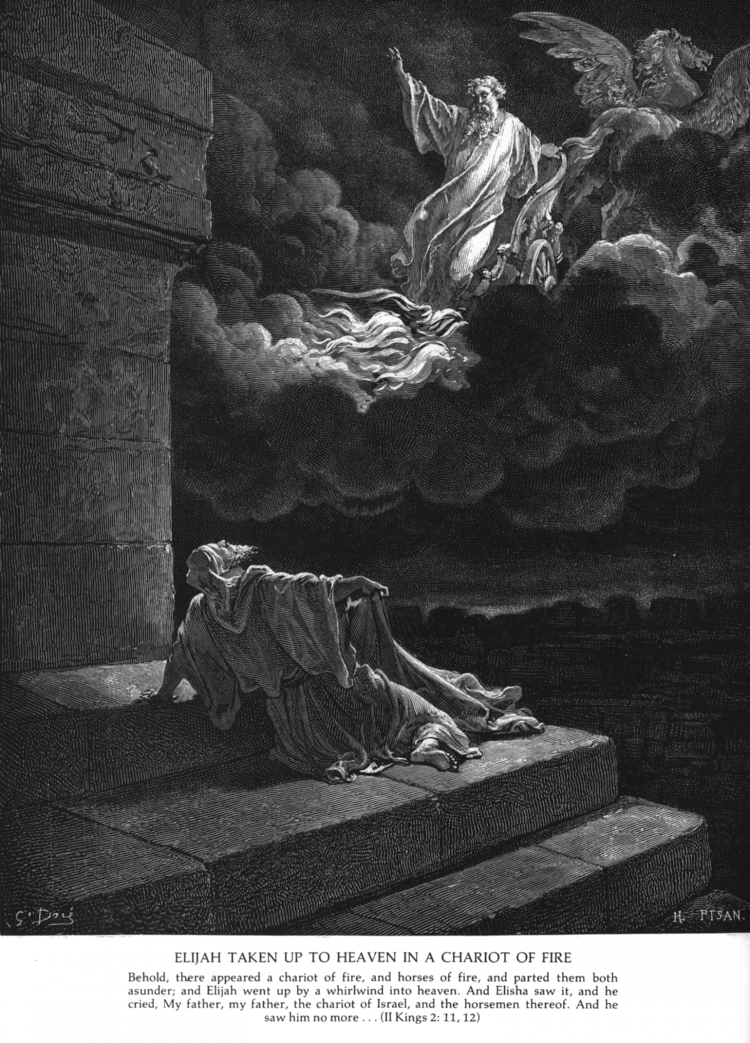
Élisée voyant Élie monter au ciel sur un charriot de feu (gravure de Gustave Doré)

- L'homme réprimant le Prêtre Eli (1 Sam. 2:27), que le Sifre identifie au père de Samuel, Elkanah (Sifre sur Deut. 342:4)
- Samuel lui-même (1 Sam. 9:6, 7, 8, 10)
- David (Neh. 12:24, 36; 2 Chron. 8:14)
- Shemayah (1 Rois 12:22; 2 Chron. 11:2)
- L'homme de Juda, qui invectiva le roi Jéroboam d'Israël (1 Rois 13:1 -- deux occurrences, 4, 5, 6 -- deux occurrences, 7, 8, 11, 12, 14 -- deux occurrences, 21, 26, 29, 31; 2 Rois 23:16, 17) que la tradition rabbinique identifie à Iddo (Sifre sur Deut. 342:4; Pesikta de-Rav Kahana 2:85; Zohar 2:64a)
- Élie (1 Rois 17:18, 24; 2 Rois 1:9, 10, 11, 12, 13)
- L'homme qui dit au roi Achab d'Israël qu'Israël peut vaincre les Araméens (1 Rois 20:28) et que le Sifre identifie à  Michée (Sifre sur Deut. 342:4)
- Élisée (2 Rois 4:7, 9, 16, 21, 22, 25, 27 -- deux occurrences, 40, 42; 5:8, 14, 15, 20; 6:6, 9, 10, 15; 7:2, 17, 18, 19; 8:2, 4, 7, 8, 11, 19)
- Hanan ben Igdaliah, ou Hanan, fils d'Igdaliah (Jer. 35:4)
- L'homme qui avertit le roi Amatziah de Juda de ne pas partir en guerre (2 Chron. 25:7, 9 -- deux occurrences), que la tradition rabbinique identifie à Amotz (Sifre sur Deut. 342:4; Seder Olam Rabba 20)

De plus, ce nom est donné aux chefs religieux tels les prêtres catholiques et les pasteurs protestants.